# Anthony Knockaert
Anthony Knockaert (* 20. listopadu 1991 Roubaix) je francouzský profesionální fotbalista, který hraje na pozici křídelníka za francouzský klub Valenciennes FC. Je také bývalým francouzským mládežnickým reprezentantem.
Mimo Francii působil na klubové úrovni v Belgii a Anglii.

## Klubová kariéra
S kopanou začínal v malém francouzském klubu ES Wasquehal, kde pobyl rok. Poté hrál ve vesnici Leers. Po působení v klubu RC Lens odešel do belgického týmu RE Mouscron, aby se ve svých osmnácti letech vrátil do Francie do mužstva US Lesquin, kde hrál Championnat de France Amateur (4. francouzská liga). 

Později přestoupil do týmu En Avant de Guingamp, nabídku měl i z Amiens SC. Od srpna 2012 do roku 2015 působil v anglickém klubu Leicester City FC.
4. května 2013, vstřelil vítězný gól na 3–2 proti Nottinghamu Forest, čímž zajistil Leicesteru postup do Play off o postup do Premier Leauge.
Nicméně v druhém zápase semifinále play off proti Watfordu, během srovnaného stavu z obou zápasů, získal pro Leicester City penaltu v nastaveném čase. Brankař Watfordu Manuel Almunia penaltu chytil a chytil i jeho následnou střelu. Z protiútoku poté Watford skóroval a postoupil do finále play off.
Na konci sezóny neprodloužil kontakt s Leicesterem a 4,června bylo oznámeno, že přestoupil do belgického týmu Standard Lutych. 
V lednu 2016 se vrátil do Anglie, podepsal smlouvu s klubem Brighton & Hove Albion FC, s nímž v sezóně 2016/17 postoupil do Premier League.

## Reprezentační kariéra
Anthony Knockaert nastupoval v letech 2011–2012 za francouzskou mládežnickou reprezentaci U21. V roce 2012 odehrál tři zápasy v dresu francouzské reprezentace U21.

## Osobní život
Mezi jeho oblíbené fotbalisty patří francouzský záložník alžírského původu Zinédine Zidane a Argentinec Lionel Messi.